# Extensión de archivo

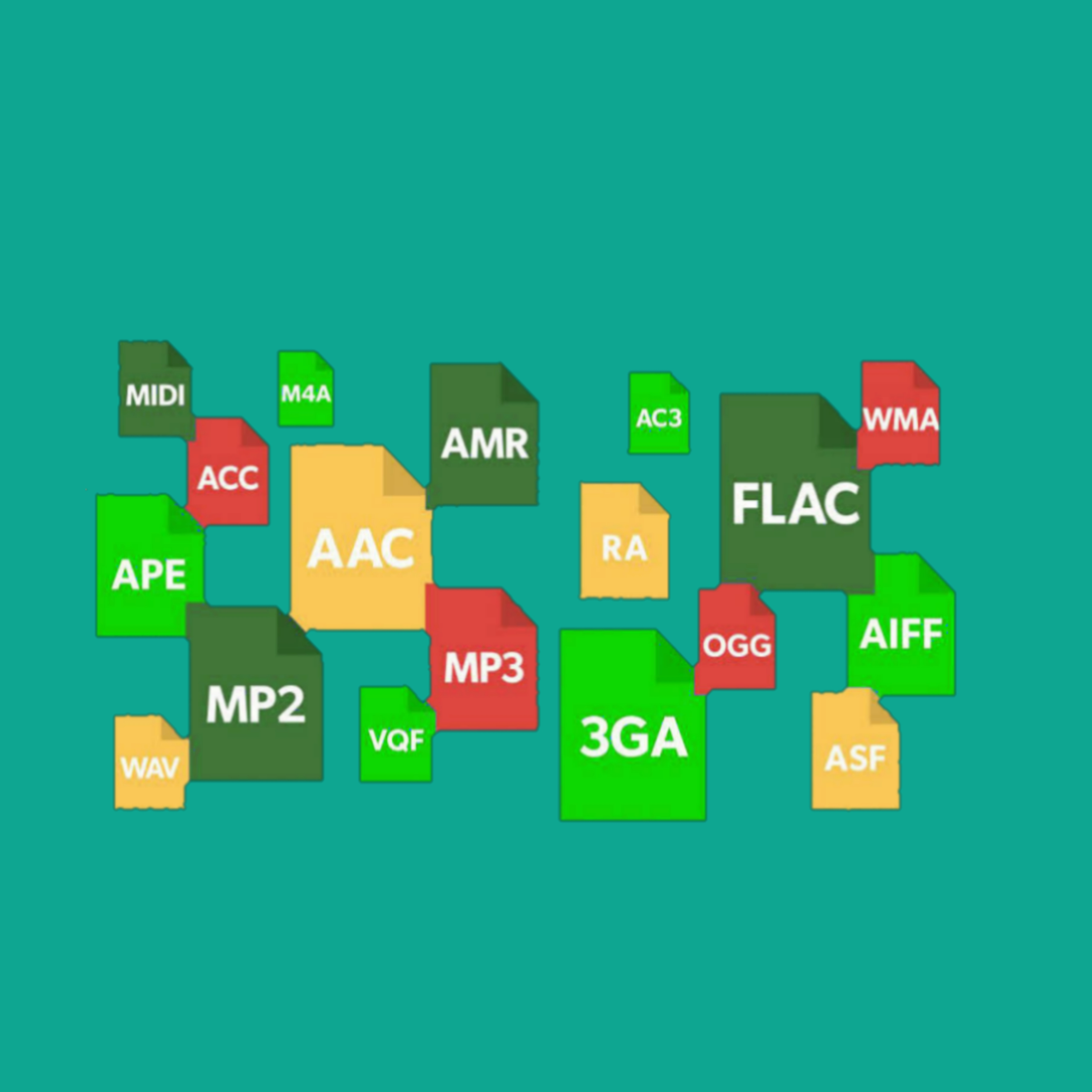
Extensiones de fichero de audio

En informática, el término extensión del fichero (también, extensión del archivo) es una cadena de caracteres anexada al nombre de un archivo, habitualmente predicha por un punto. Su función principal es distinguir el contenido del archivo, de modo que el sistema operativo disponga del procedimiento necesario para ejecutarlo o interpretarlo. Sin embargo, la extensión es solamente parte del nombre del archivo y no representa ningún tipo de obligación respecto a su contenido.
Algunos sistemas operativos, especialmente los herederos de DOS como Windows, utilizan las extensiones de archivo para reconocer su formato, incluso el de archivos ejecutables. Otros sistemas operativos, como los basados en Unix, utilizan las extensiones de archivo por simple convención, y no las usan necesariamente para determinar el tipo de archivo.
Dado que las extensiones de archivo legado son del sistema DOS, muchas de sus actuales características fueron heredadas por limitaciones en ese sistema. Los antiguos sistemas DOS limitaban la cantidad de caracteres de la extensión de archivo a tres, por lo que muchas extensiones convencionales poseen esa cantidad de caracteres. Además, los nombres de archivo en sistemas DOS son insensibles a las mayúsculas y minúsculas, por lo que la mayoría de las extensiones de archivo pueden escribirse en minúsculas o en mayúsculas o en una combinación de ambas.
Por su extensión, un mismo nombre básico puede contener archivos de distinto propósito. Como en este ejemplo de DOS:
APLICACIÓN.BAS  Archivo Fuente escrito en lenguaje BASIC.
APLICACIÓN.OBJ  Archivo objeto (necesario para su compilación).
APLICACIÓN.EXE  Programa Ejecutable.
ARCHIVO.XXX  Archivo de texto ASCII "texto plano".
ARCHIVO.RTF  Archivo de texto con formato.
ARCHIVO.DOC  Archivo de texto con formato de Microsoft Word.
ARCHIVO.VBS  Archivo fuente escrito en lenguaje Visual Basic.
En todos estos casos, las extensiones diferencian los nombres de los archivos y, a la vez, los identifican ante las aplicaciones que pueden manejarlos, lo que facilita la obtención de resultados.

## Historia
En los sistemas Unix los nombres de los archivos pueden contener cualquier carácter excepto el separador de directorios ("/") y por lo general no tienen límite en su tamaño o es un límite aceptable. La extensión no es un elemento diferenciado sino una convención dada a los nombres de archivo para reconocer su contenido.
En DOS los nombres de los archivos tenían un máximo de 8 caracteres, un punto y una extensión de como máximo tres letras, en total un máximo de 12 caracteres del Código ASCII que permitían distinguir unos archivos de otros dentro de un mismo directorio. No todos los caracteres del código ASCII estaban permitidos para nombrar un archivo, pues algunos (ejemplo: /*?+\ y otros) estaban reservados para otras funciones. No hay diferencia entre mayúsculas y minúsculas.
En Windows 95 desaparecieron los límites impuestos por DOS en el número de caracteres del nombre de archivo y de la extensión.
En Mac OS Classic de Apple no hay extensiones. Finder asocia archivos con un código Filetype de cuatro caracteres a cada archivo con un programa o acción específica, por ejemplo el código TEXT significa que es un archivo de texto y puede ser abierto con cualquier software de edición de texto. A partir de OS X se utiliza Uniform Type Identifier que maneja extensiones de forma idéntica a Microsoft Windows El Filetype fue declarado obsoleto con OS X 10.6 Snow Leopard.
En los Commondores los archivos solo pueden tener cuatro extensiones: PRG, SEQ, USR, REL. Sin embargo esto son para separar tipos de datos utilizado por un programa y son irrelevantes para identificar contenidos del mismo.

## Tipos de extensiones

### Extensiones de sistema
Estas son las extensiones de archivos necesarios para el funcionamiento interno del sistema operativo Microsoft Windows así como de los diferentes programas que trabajan en él. No está recomendado moverlos, editarlos o variarlos de ningún modo ya que podrían afectar al funcionamiento del sistema. Se nombran en orden alfabético.
| Extensión | Corresponde a                                | Extensión | Corresponde a                               |
| --------- | -------------------------------------------- | --------- | ------------------------------------------- |
| .386      | Controlador de dispositivo virtual           | .aca      | Microsoft Agent Character                   |
| .acg      | Vista previa de Microsoft Agent              | .acs      | Microsoft Agent Character                   |
| .acw      | Configuración del asistente de accesibilidad | .ani      | Cursor animado                              |
| .bat      | Archivo por lotes MS-DOS                     | .bfc      | Maletín                                     |
| .bkf      | Copia de seguridad de Windows                | .blg      | Monitor del sistema                         |
| .cat      | Catálogo de seguridad                        | .cer      | Certificado de seguridad                    |
| .cfg      | Configuraciones                              | .chk      | Fragmentos de archivos recuperados          |
| .chm      | Ayuda HTML compilado                         | .clp      | Clip de Portapapeles                        |
| .cmd      | Secuencia de comandos de Windows NT          | .cnf      | Velocidad de marcado                        |
| .com      | Aplicación MS-DOS                            | .cpl      | Extensión del Panel de control              |
| .crl      | Lista de revocaciones de certificados        | .crt      | Certificado de seguridad                    |
| .cur      | Cursor                                       | .dat      | Base de datos                               |
| .db       | Base de datos                                | .der      | Certificado de seguridad                    |
| .dll      | Librería, extensión de aplicación            | .drv      | Controlador de dispositivo                  |
| .ds       | TWAIN Data Source file                       | .dsn      | Nombre del origen de datos                  |
| .dun      | Acceso telefónico de red                     | .exe      | Aplicaciones ejecútables                    |
| .fnd      | Búsqueda guardada                            | .fng      | Grupo de fuentes                            |
| .folder   | Carpeta                                      | .fon      | Fuente                                      |
| .grp      | Grupo de programas de Microsoft              | .hlp      | Ayuda                                       |
| .ht       | HyperTerminal                                | .inf      | Información de instalación                  |
| .ini      | Opciones de configuración                    | .ins      | Configuración de comunicaciones de Internet |
| .isp      | Configuración de comunicaciones de Internet  | .job      | Objeto de tarea                             |
| .lnk      | Acceso directo                               | .msc      | Documento de la consola común de Microsoft  |
| .msi      | Paquete de Windows Installer                 | .msp      | Revisión de Windows Installer               |
| .msstyles | Estilo visual de Windows                     | .nfo      | MSInfo                                      |
| .ocx      | Control ActiveX                              | .otf      | Fuente OpenType                             |
| .p7c      | Identificador digital                        | .pfm      | Fuente Type 1                               |
| .pif      | Acceso directo a programa MS-DOS             | .pko      | Objeto de seguridad de claves públicas      |
| .pma      | Archivo del Monitor de sistema               | .pmc      | Archivo del Monitor de sistema              |
| .pml      | Archivo del Monitor de sistema               | .pmr      | Archivo del Monitor de sistema              |
| .pmw      | Archivo del Monitor de sistema               | .pnf      | Información de instalación precompilada     |
| .psw      | Password Backup                              | .qds      | Directorio de consulta                      |
| .rdp      | Conexión a Escritorio remoto                 | .reg      | Entradas de registro                        |
| .scf      | Windows Explorer Command                     | .scr      | Protector de pantalla                       |
| .sct      | Windows Script Component                     | .shb      | Acceso directo a documento                  |
| .shi      | Certificado Digital                          | .shs      | Recorte                                     |
| .sys      | Archivo de sistema                           | .theme    | Tema de Windows                             |
| .tmp      | Archivo temporal                             | .ttc      | Tipografía True Type                        |
| .ttf      | Tipografía TrueType                          | .udl      | Vínculos a datos                            |
| .vxd      | Controlador de dispositivo virtual           | .wam      | Libreta de direcciones                      |
| .wmdb     | Biblioteca multimedia                        | .wme      | Windows Media Encoder Session               |
| .wsc      | Windows Script Component                     | .wsf      | Windows Script File                         |
| .wsh      | Windows Script Host Settings File            | .zap      | Configuración de instalación de software    |

### Extensiones de video
Los archivos de video se reproducen normalmente en películas o en páginas web que contengan videos. Los más comunes son:
| Extensión                                         | Se abre con                                          | Otra información |
| ------------------------------------------------- | ---------------------------------------------------- | --- |
| .asf, .lsf, .asx                                  | Windows Media,VLC media player                       | Archivo de secuencias de audio o video |
| .bik, .smk                                        | RAD Video Tools                                      | |
| .div, .divx                                       | DivX Player                                          | Archivo de video en formato DiVX. Conocido como el MP3 del video ya que permite niveles muy altos de compresión. Logra que una película que ocuparía un DVD entero (de hasta 7 GB), pueda grabarse en un CD-Rom común (de 700 MB) sin perder calidad |
| .dvd, .wob                                        | PowerDVD                                             | |
| .ivf                                              | Indeo                                                | |
| .m1v, .mp2v, .mp4, .mpa, .mpe, .mpeg, .mpg, .mpv2 | Reproductor Multimedia de Windows, Xing MPEG Player. | Archivo de video comprimido bajo norma MPEG. |
| .mov, .qt, .qtl                                   | QuickTime                                            | |
| .rpm                                              | RealPlayer                                           | Archivo de video en formato propietario de Real Video. |
| .wm, .wmv                                         | Windows Media, VLC Media Player                      | |
| .avi                                              | VLC Media Player, reproductor de teléfono básico     | |

### Extensiones de audio
Los archivos de audio son aquellos que reproducen sonido al ser ejecutados. Los más comunes son:
| Extensión    | Corresponde a                                                           |
| ------------ | ----------------------------------------------------------------------- |
| .mp3         | Formato de audio digital comprimido                                     |
| .mid o .midi | Interfaz Digital de Instrumentos Musicales                              |
| .wav         | Formato de audio digital, normalmente sin comprimir                     |
| .wma         | Formato de audio digital comprimido, propiedad de Microsoft             |
| .cda         | Formato digital CD de audio                                             |
| .ogg         | Formato contenedor multimedia                                           |
| .ogm         | Formato contenedor multimedia                                           |
| .aac         | Formato de sonido mejorado                                              |
| .ac3         | Formato de sonido HD                                                    |
| .flac        | Formato de audio comprimido sin pérdidas de calidad                     |
| .mp4         | Formato de audio y vídeo sin pérdidas de calidad                        |
| .aym         | Formato de audio digital comprimido en alta calidad, propiedad de Ayona |

### Extensiones de imágenes
| Extensión | Corresponde a                                                           |
| --------- | ----------------------------------------------------------------------- |
| .bmp      | Mapa de bits                                                            |
| .gif      | Imagen en movimiento                                                    |
| .jpeg     | Joint Photographic Experts Group                                        |
| .png      | Portable Network Graphics                                               |
| .psd      | Photoshop                                                               |
| .ai       | Adobe illustrator                                                       |
| .cdr      | Corel Draw                                                              |
| .dwg      | AutoCAD Drawing Database Format                                         |
| .svg      | Scalable Vector Graphics                                                |
| .raw      | imagen RAW, directa del sensor de una cámara digital, negativo digital. |
| .nef      | imagen RAW tomada por una cámara Nikon                                  |